# 寺司勝次郎
寺司 勝次郎（てらし かつじろう、1927年8月1日 - 2015年4月3日）は、大分県大分市出身の版画家。昭和36年棟方志功らの日本版画会創立に参加し､一貫して屋根瓦を題材とした作品を発表した。

## 来歴
以下、公式ウェブサイトによる。
大分県大分市三ケ田町の呉服店の次男として生まれる。大分県立大分中学校（現：大分県立大分上野丘高等学校）に進学するが、4年生だった1943年の2学期より大日本帝国海軍航空隊に志願入隊する。5ヶ所の航空隊勤務を経て特攻訓練中に入院した。終戦後の1945年9月に復員する。11月に大分経済専門学校（現：大分大学経済学部）1年に編入する。
1948年に大分経専を卒業後は家業の呉服商、銀行員、会社員、不動産業を経験する。その間版画を独学で修得する。                 
1976年、「屋根の版画家」として独立する。
2015年4月3日、大分市三ケ田町の自宅兼ギャラリーにて死去。
なお、公式ウェブサイトにはないが、海軍の甲種飛行予科練習生の十三期生で、大分県の甲種予科練出身者の事務局長を務め、その関連で1983年4月23日に大分県で行われた「大分基地発進701空特攻戦没者慰霊祭」の司会役を頼まれた。それがきっかけで、この慰霊の対象となった、1945年8月終戦の玉音放送後に行われた宇垣纏航空艦隊司令長官以下11機23名による特攻について、調査を行った。その調査過程と内容は、作家松下竜一のノンフィクション『私兵特攻』にまとめられている。